# Gino Steenaerts
Gino Steenaerts (* 5. Mai 2005 in Luzern) ist ein Schweizer Handballspieler. Als Rechtsaußen spielt er für die Rhein-Neckar Löwen in der Bundesliga und in der Schweizer Nationalmannschaft.

## Karriere

### Im Verein
Gino Steenaerts begann mit dem Handball bei der Handballriege Hochdorf. Während der Saison 2018/19 wechselte er zur SG Pilatus, der Nachwuchsakademie des HC Kriens-Luzern. Mit der U17 wurde er zweimal hintereinander Schweizer Meister, in der zweiten Saison warf er 194 Tore in 27 Spielen. In der Saison 2022/23 gewann der mit der U19 der SG Pilatus die Schweizer Meisterschaft und den Schweizer Cup.
Bereits mit 16 Jahren absolvierte Gino Steenaerts in der Saison 2021/22 erste Spiele für den HC Kriens-Luzern (HCKL) in der ersten Schweizer Liga QHL und in der Qualifikation zur EHF European League.  In der folgenden Saison spielte er neben Einsätzen in der QHL und der U19-Meisterschaft eine komplette Saison beim Partnerverein Handball Emmen in der Nationalliga B (NLB). Er wurde in Emmen mit 223 Toren in 24 Spielen und 47 Toren Abstand zum Zweitplatzierten der Topscorer in der NLB. Bei den Playoff-Spielen 2023 spielte er wieder für den HCKL, wurde mit dem Team Schweizer Vizemeister und gewann den Schweizer Cup. In Summe waren es in dieser Saison 71 Liga- und Cupspiele für Steenaerts.
Ab der Saison 2023/24 spielte er nur noch für den HCKL in der QHL sowie in der European League und wurde mit dem Team nach fünf spannenden Playoff-Spielen erneut Schweizer Vizemeister. 2024 wurde er als «Bester Nachwuchs-Spieler U21» mit dem Swiss Handball Award ausgezeichnet. Im Sommer 2024 verlängerte Gino Steenaerts seinen Vertrag langfristig bis 2029. Als bester Torschütze (7 Tore) im Finale wurde er im März 2025 mit dem HC Kriens-Luzern erneut Schweizer Cupsieger. In der QHL-Saison 2024/25 belegte Kriens den zweiten Platz in der Hauptrunde, schied aber in den Playoffs im Halbfinale aus. Mit 125 Toren in 33 Spielen war Gino Steenaerts zweitbester Torschütze seines Teams in dieser Saison. International verpasste der HCKL nur um ein Tor den Einzug in das Viertelfinale der European League, Steenaerts warf 57 Tore in 14 Spielen.
Zum Sommer 2025 wird er aus seinem Vertrag in Luzern aussteigen und nach Deutschland zu den Rhein-Neckar Löwen in die 1. Bundesliga wechseln.

### In der Nationalmannschaft
Gino Steenaerts startete seine Nationalmannschaftskarriere bereits im Oktober 2019 als 14-jähriger in der Schweizer U17-Nationalmannschaft. Nach der Covid-19-Pandemie warf er in der U18/U19-Nationalmannschaft 118 Tore in 22 Spielen. Mit der Schweizer U20-Nationalmannschaft erreichte er bei der U20-EM 2024 in Slowenien den 17. Platz. Zum Abschluss seiner Jugendkarriere belegte er mit der U21 den 13. Platz bei der Weltmeisterschaft 2025 in Polen und erzielte in diesem Turnier 33 Tore mit einer Wurfquote von 85 %.
Im Januar 2024 stand er im erweiterten Kader der Schweizer Nationalmannschaft für die Europameisterschaft 2024, wo er jedoch kein Spiel absolvierte. Vier Tage nach seinem 19. Geburtstag gab er dann im Mai 2024 sein Debüt für die Nationalmannschaft gegen Slowenien. Bei der Weltmeisterschaft 2025 warf er 16 Tore in sechs Spielen und erreichte mit der Auswahl den 11. Platz.

## Bisherige Erfolge und Auszeichnungen
- 2021: Schweizer Meister mit der U17 der SG Pilatus
- 2022: Schweizer Meister mit der U17 der SG Pilatus
- 2023: Schweizer Meister und Schweizer Cupsieger mit der U19 der SG Pilatus
- 2023: Torschützenkönig in der NLB mit Handball Emmen
- 2023: Schweizer Vizemeister und Schweizer Cupsieger mit dem HC Kriens-Luzern
- 2024: Schweizer Vizemeister mit dem HC Kriens-Luzern
- 2024: Bester Nachwuchs-Spieler beim Swiss Handball Award
- 2025: Schweizer Cup mit dem HC Kriens-Luzern

## Saisonbilanzen
| Saison  | Verein                           | Spielklasse                      | Spiele | Tore | 7-Meter | Feldtore |
| ------- | -------------------------------- | -------------------------------- | ------ | ---- | ------- | -------- |
| 2021/22 | HC Kriens-Luzern                 | Quickline Handball League        | 0012   | 0008 | 000     | 0008     |
| 2022/23 | HC Kriens-Luzern                 | Quickline Handball League        | 0021   | 0055 | 005     | 0050     |
| 2022/23 | Handball Emmen                   | Nationalliga B                   | 0024   | 0223 | 0062    | 0161     |
| 2023/24 | HC Kriens-Luzern                 | Quickline Handball League        | 0039   | 0133 | 009     | 0124     |
| 2024/25 | HC Kriens-Luzern                 | Quickline Handball League        | 0033   | 0125 | 0035    | 090      |
| 2021–25 | Gesamt Quickline Handball League | Gesamt Quickline Handball League | 00105  | 0321 | 049     | 0272     |